# Paihuano
Paihuano, ook wel Paiguano, is een gemeente in de Chileense provincie Elqui in de regio Coquimbo. Paihuano telde 4.497 inwoners in 2017 en heeft een oppervlakte van 1495 km².

## Foto's

### Afbeeldingen op Commons

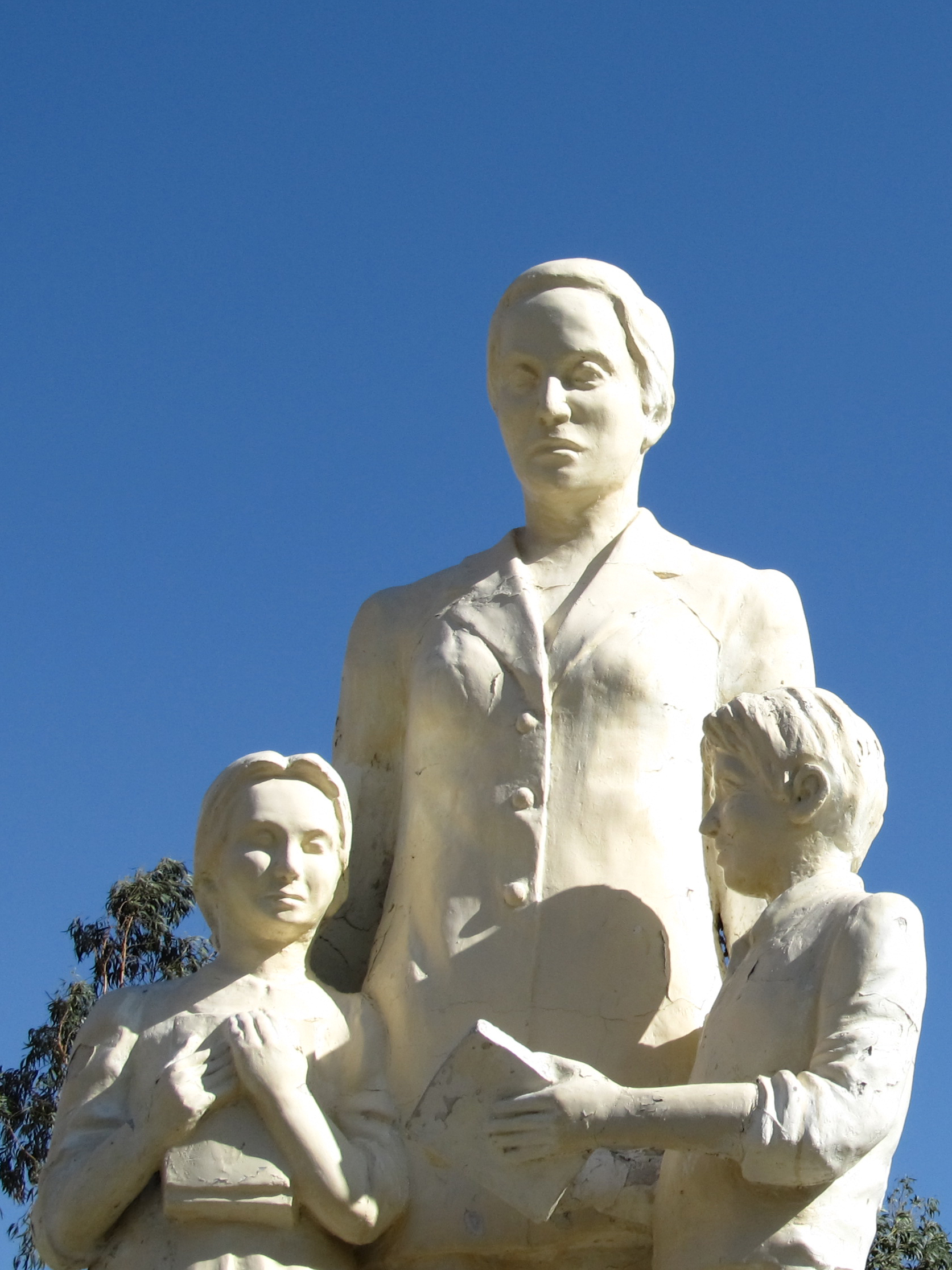
Monument van Gabriela Mistra